# Edouard Tenet
Edouard Tenet (* 7. Juli 1907 in Lyon; † 25. Februar 1978) war ein französischer Boxer. Er war Europameister der Berufsboxer im Mittelgewicht.

## Werdegang
Edouard Tenet begann im Alter von knapp 17 Jahren im Jahre 1923 in seiner Heimatstadt Lyon als Berufsboxer. In den ersten Jahren seiner Laufbahn boxte er mit wechselnden Erfolgen fast ausschließlich in Lyon bzw. im südfranzösischen Raum und in Spanien. Erst am 19. August 1930 traf er auf einen Gegner internationalen Ranges, den italienischen Meister im Leichtgewicht Cleto Locatelli, gegen den nach 10 Runden nach Punkten verlor. Am 15. Februar 1931 gelang ihm in Paris ein Sieg über den späteren belgischen Europameister Adrien Anneet, gegen den er im Rückkampf am 22. April 1931 in Brüssel nach Punkten unterlag.
Am 23. Dezember 1931 wurde Edouard Tenet in Paris durch einen Punktsieg über Jules Alverel französischer Meister im Weltergewicht. Diesen Titel verteidigte er in den nächsten vier Jahren insgesamt achtmal mit Erfolg. Er bezwang dabei u. a. seine damals sehr bekannten Landsleute Aime Raphael, Rene Raux, Eugene Drouhin und Camille Yvet. Er erzielte dabei fast ausschließlich Punktsiege, da er während seiner ganzen Karriere nie ein ausgesprochener Puncher, sondern ein begnadeter Techniker war.
Einen bemerkenswerten Sieg feierte Edouard Tenet am 6. Januar 1933 in Paris, als er den Deutschen Gustav Eder über 10 Runden nach Punkten besiegte. 1935 legte er seinen französischen Meistertitel im Weltergewicht wegen Gewichtsschwierigkeiten ab und kämpfte ab diesem Zeitpunkt nur mehr im Mittelgewicht. Durch Siege über den Griechen Anton Christoforidis am 5. November 1936 in Paris und Cleto Locatelli, den er am 3. Juli 1937 nach Punkten schlug, qualifizierte sich Edouard Tenet für einen Kampf um die vakante Europameisterschaft im Mittelgewicht gegen den deutschen Meister Jupp Besselmann. Dieser Kampf fand am 7. April 1938 im Berliner Sportpalast statt und Edouard Tenet wurde mit einem techn. K.-o.-Sieg über Besselmann in der 12. Runde neuer Europameister.
Dieses Erfolges konnte er sich aber nicht lange erfreuen, denn bereits am 17. Juli 1938 verlor er seinen Titel in Rotterdam durch eine Punktniederlage über 15. Runden an den Niederländer Bep van Klaveren. Allerdings ging das bunte Wechselspielchen weiter, denn bereits in seinem nächsten Kampf holte er sich diesen Titel am 10. Januar 1939 in Paris durch einen Punktsieg über Anton Christoforidis, der diesen Titel zwischenzeitlich Bep van Klaveren angenommen hatte, wieder zurück.
Am 21. Februar 1942 gewann Edouard Tenet dann auch den französischen Meistertitel im Mittelgewicht durch einen Punktsieg über Jean Despeaux. Nachdem er seinen Europameistertitel im Sommer 1942 kampflos abgegeben hatte, konnte er in den Jahren 1943 und 1944 seinen französischen Meistertitel mehrfach erfolgreich gegen Assane Diouf, Joe Brun und Jean Despeaux verteidigen. An den zuletzt genannten Boxer verlor er diesen Titel dann aber im Frühjahr 1944 endgültig.
Nach dem Zweiten Weltkrieg bekam Edouard Tenet am 18. Januar 1946 noch einmal die Chance gegen Marcel Cerdan um die französische Mittelgewichtsmeisterschaft zu boxen. Er war zu diesem Zeitpunkt aber schon 39 Jahre alt und konnte dem jüngeren energiegeladenen Marcel Cerdan, der später sogar Weltmeister wurde, nicht standhalten. Immerhin ging er mit Cerdan über die volle Kampfzeit von 12 Runden und verlor nur nach Punkten.
Nach einer Punktniederlage gegen Jean Stock am 20. Januar 1942 in Gennevilliers, Département Hauts-de-Seine, beendete er seine Boxerlaufbahn.